# Telmatogeton hirtus
Telmatogeton hirtus är en tvåvingeart som beskrevs av Wirth 1947. Telmatogeton hirtus ingår i släktet Telmatogeton och familjen fjädermyggor. Inga underarter finns listade i Catalogue of Life.